# Unbreakable (chanson d'Alicia Keys)
Pour les articles homonymes, voir Unbreakable.
Singles de Alicia Keys
Karma
(2004) Every Little Bit Hurts
(2006)
Unbreakable est le 1er single extrait du premier album live (Unplugged) de la chanteuse américaine Alicia Keys. Écrit par cette dernière avec la collaboration de Kanye West et de Harold Lilly, le titre contient l'instrument de musique Piano électrique Wurlitzer, et est construit autour de l'Echantillon de musique d'Eddie Kendricks dans sa chanson Intimate Friends (1977), écrite par Glenn Garry.
Le single, titre phare de l’album, est sorti numéro 34 aux États-Unis, sur le Billboard Hot 100, devenant ainsi le 1er titre de la chanteuse à ne pas figurer parmi les vingt premières depuis 2002 (How Come You Don't Call Me). Il a néanmoins été un grand succès sur le chart américain Hot R&B/Hip-Hop Songs, où il a été classé au numéro quatre, et a remporté plusieurs prix dont trois NAACP Image Award (artiste exceptionnel, chanson exceptionnelle, clip-vidéo exceptionnel), et a été nommé aux Grammy Awards de 2005 (meilleure performance vocale féminin et meilleure chanson, catégorie R&B).

## Musique et structure
La chanson a été écrite en 2003 pour figurer dans son second album (The Diary of Alicia Keys), mais vu le thème de celui-ci, Alicia avait alors décidé de l’enregistrer prochainement; elle dit : « La chanson a toujours été un de mes préférés, mais il ne s'intégrait pas bien dans mon deuxième album... »
Par ailleurs, La chanson est une véritable invitation à vivre ses ambitions, ses propres rêves, particulièrement pour les gens appartenant à la communauté « afro-américaine ».
Et comme il faut très souvent s’inspirer de modèles, Alicia évoque dans ce morceau quelques-uns des couples les plus remarquables, ayant connu de très belles réussites et qui sont issus du monde artistique et médiatique américain : Ike et Tina Turner, Bill Cosby et Camille Cosby, Oprah Winfrey et Stedman Graham, Will Smith et Jada Pinkett, Kimora Lee et Russel Simmons, Joe Jackson et Katherine Jackson (et les Jackson 5). « He ain’t not different from you and she ain’t not different from me... » dit-elle alors, car si eux l’ont fait, pourquoi pas nous!!?

« We could fight like Ike and Tina. Or give back like Bill and Camille. Be rich like Oprah and Steadman. Or instead struggle like Flow and James Evans. Cuz he ain't no different from you. And she ain't no different from me. So we got to live our dreams. Like the people on TV. We gotta stay tuned. Cuz there's more to see (Unbreakable). Through the technical difficulties (Unbreakable). We might have to take a break. But ya'll know we'll be back next week. I'm singing this love is unbreakable. Oh yeah yeah... See, we could act out like Will and Jada. Or like Kimora and Russell makin' paper, oh yeah. All in the family like the Jacksons. And have enough kids to make a band like Joe and Catherine, yeah... »

— extrait des 5 premiers versets.

## Clip vidéo
Le clip, tourné en août 2005. sous la direction de Justin Francis situe Alicia Keys, ses musiciens et ses choristes dans une rue où va les rejoindre, tout le voisinage, grands comme petits, pour fêter ensemble la joie de faire partie de ceux que « rien ne peut briser ».
Le clip reprend l’idée des couples contenue dans les paroles, et on voit défiler des couples de tous les âges, prêts à affronter la réalité pour réussir. Alicia Keys, qui ne peut être que le moteur de cet état d’esprit, ponctue Unbreakable comme un véritable hymne, en affichant un sourire radieux du début à la fin du clip-vidéo.

## Track listing
U.S. promo CD single
1. "Unbreakable" (Radio Edit) – 4:14
2. "Unbreakable" (Call Out Hook) – 0:10

U.S. promo DVD single
1. "Unbreakable" (BET Video)

U.S. promo 12" single
- Side A:

1. "Unbreakable" (Main Version) – 4:14

- Side B:

1. "Unbreakable" (Main Version) – 4:14

## Classements
| Chart (2005)                               | Position |
| ------------------------------------------ | -------- |
| États-Unis Billboard Hot 100               | 34       |
| États-Unis Billboard Hot R&B/Hip-Hop Songs | 4        |
| États-Unis Billboard Pop 100               | 60       |